# Travail des enfants en Suisse
Le travail des enfants en Suisse est une réalité dans les zones rurales au moins jusque dans les années 1960, et au minimum toléré par les autorités suisses par le système des enfants placés. Jusqu'à 100 000 enfants ont été nécessaires en tant que travailleurs bon marché principalement sur les fermes les décennies précédentes.

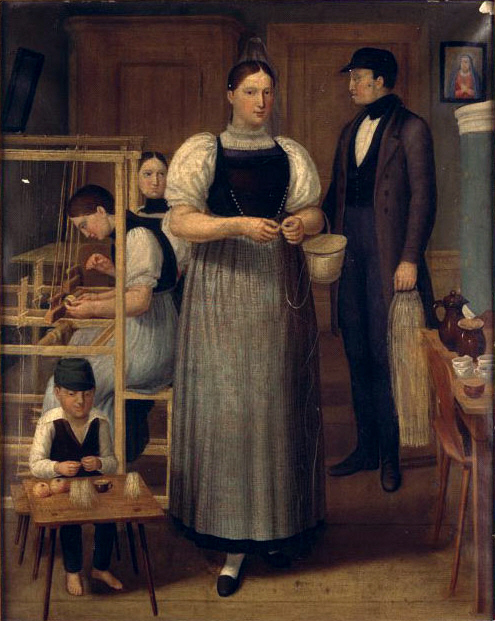
Famille tissant de la paille dans une ferme, huile sur toile, 1840

Dans les années 2010, la pratique du travail des enfants est encore tolérée, car les petites exploitations familiales en Suisse ont besoin de l'aide de leurs enfants à l'occasion des récoltes à la fin de l'été. C'est la raison pour laquelle, dans les cantons ruraux les vacances d'été sont plus longues que dans les cantons urbanisés où il y a généralement cinq semaines de vacances d'été en juillet et août, en accord avec le gouvernement des écoles publiques[source insuffisante].

## Définition
Le travail des enfants se réfère à tout travail qui prive les enfants de leur enfance, interfère avec leur capacité à assister régulièrement à l'école, et qui est mentalement, physiquement, socialement ou moralement dangereux et nuisible,,.

## XIXesiècle: l'industrialisation

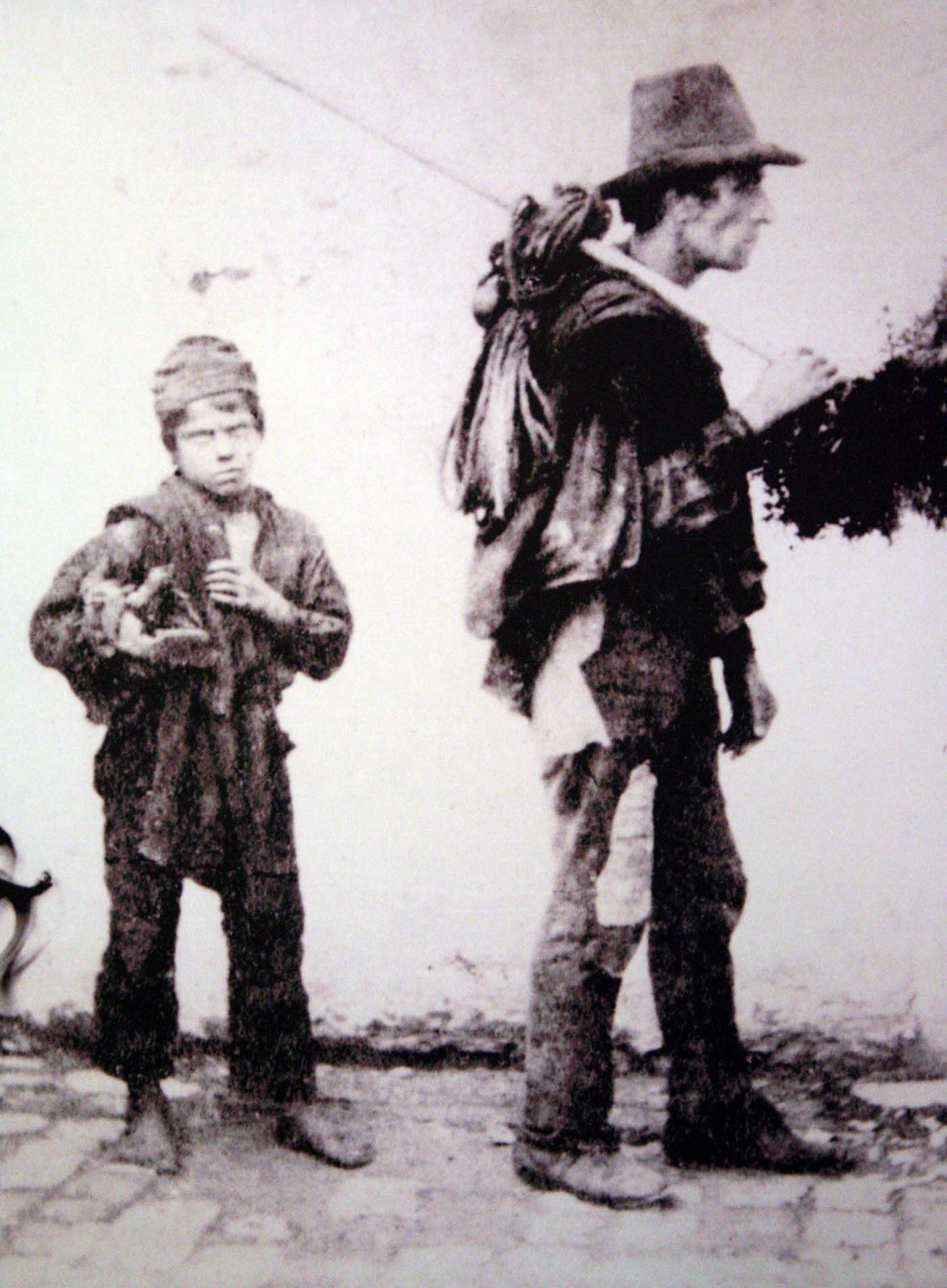
Spazzacamino et son padrone (de l'italien : Ramoneur et son maître)

Au XIXe siècle en Suisse, des secteurs comme le ramonage, les filatures, les usines et dans l'agriculture utilisent le travail des enfants. Dans la Suisse de l'époque préindustrielle, ainsi que dans d'autres pays européens, les enfants faisaient souvent partie de l'économie de la famille et sont intégrés rapidement dans le processus de travail et sont souvent une contribution indispensable au revenu.
L'industrialisation a forcé des membres de la famille à chercher un revenu en dehors du ménage traditionnel. Le travail sur les machines est simple et demande peu de force physique, ce qui a favorisé l'« utilisation » des femmes et des enfants. Ainsi, l'exploitation du travail des enfants a pris de nouvelles formes et des dimensions étendues, et se propage rapidement au début du XIXe siècle, en particulier dans le canton de Zurich et la Suisse Orientale.
Dans les filatures de coton, des enfants de six à dix ans travaillaient dans des conditions misérables, jusqu'à 16 heures par jour et souvent la nuit. Le travail des enfants est devenu un problème de société sur lequel les autorités ont répondu avec des enquêtes : en 1812, dans le canton de Saint-Gall et un an plus tard, dans le canton de Zürich.
À Zürich, la disposition relative aux mineurs en général et plus particulièrement à ceux employés dans les filatures mécaniques de 1815, interdit le travail de nuit et le travail en usine avant le neuvième anniversaire révolu, et limite le temps de travail quotidien de 12 à 14 heures. Ces règles n'étaient pas appliquées dans la pratique, mais cela a marqué le début des législations sur la protection de l'enfant, suivi par les lois de Zürich (1837) et celle des autres cantons.

## XXesiècleen Suisse

### En général
La loi sur les fabriques de 1877 réglemente le travail en usine pour la première fois à l'échelle nationale, et a introduit une interdiction du travail des enfants en dessous de l'âge de 14 ans. La loi sur les fabriques s'applique uniquement aux usines. Il n'y avait donc pas de dispositions légales, une tentative a été faite pour limiter le travail des enfants par la loi sur l'école obligatoire, cependant, le travail des enfants restait encore largement utilisé au début du XXe siècle, en particulier dans l'agriculture et le travail à domicile. Selon une enquête de 1904, dans douze cantons autour de 300 000 enfants ouvriers travaillaient encore en Suisse.

### «Les enfants placés» et «Les enfants de la grand-route»

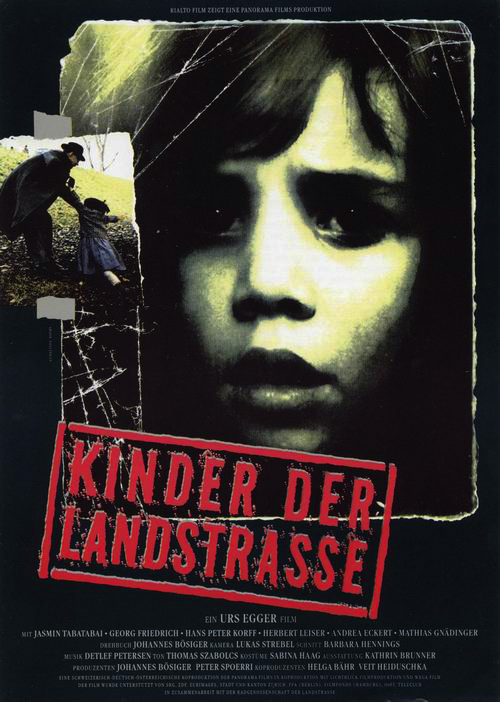
Les enfants de la grand-route, affiche de film de 1992

Les enfants placés (Verdingkinder) étaient des enfants enlevés à leurs parents – généralement les mères célibataires, des citoyens très pauvres, comme ceux d'origine Gitans–Yéniches, appelés alors enfants de la grande-route, etc. – souvent en raison de la pauvreté ou de raisons morales et envoyés vivre avec les "nouvelles familles", principalement des paysans pauvres qui ayant besoin d'ouvriers peu chers,. Il y avait même des ventes aux enchères où les enfants étaient remis à l'agriculteur demandant le moins d'argent aux autorités, assurant ainsi une main-d'œuvre bon marché pour sa ferme et soulageant les autorités de la charge financière de s'occuper des enfants. Dans les années 1930, 20% des travailleurs agricoles dans le Canton de Berne sont des enfants en dessous de l'âge de 15 ans. Les autorités de tutelle agissant de la sorte dans les années 1960 se trouvent généralement dans des communes à faible taux d'imposition. Cette pratique est souvent tolérée par les autorités fédérales.
Selon l'historien suisse Marco Leuenberger, en 1930 il semble y avoir quelque 35 000 enfants placés, et entre 1920 et 1970, ce seraient plus de 100 000 personnes qui auraient été placées auprès de familles ou de maisons,,. En 2014, environ 10 000 Verdingkinder sont encore en vie, et une initiative populaire sur des réparations financières a été lancée.

## Réglementations légales
Au cours du XXe siècle, le travail des enfants en Suisse est successivement restreint.
La loi fédérale sur l’emploi des jeunes gens et des femmes dans les arts et métiers de 1922 fixe l'âge minimum de travail à 14 ans et interdit le travail de nuit pour les personnes de moins de 19 ans, et les apprentis de moins de 20 ans.
La loi fédérale sur l’âge minimum des travailleurs de 1938 augmente l'âge minimum des travailleurs à 15 ans et la loi fédérale sur le travail à domicile de 1940 interdit l'attribution de ce genre de travaux aux enfants de moins de 15 ans (article 6).
En 1964, le champ d'application de la sécurité et de la santé au travail dans la loi fédérale sur le travail dans l'industrie, l'artisanat et le commerce (LTr) a été étendu, mais l'agriculture et le travail à domicile étaient encore exclus.
La protection des Verdingkinder a été légalisée par la révision de la loi sur l'enfance de 1978. En 1997, respectivement, 1999, la Convention des nations UNIES sur les droits de l'enfant a été signée, et la Suisse, ont participé au Programme International pour l'abolition du Travail des Enfants (IPEC) de l'Organisation Internationale du Travail depuis 1991.
En 2006, l'âge de consentement pour le travail de nuit et le travail le dimanche a été porté à 18 ans.

### Situations connexes
- Enfants réunionnais déplacés en France: Enfants de la Creuse

## La littérature
- Hans R Wiedmer: Arbeit im Industrialisierungsprozess: Veränderungen industrieller Arbeitsbedingungen in der Schweiz 1880-1914. Chronos 1989,  (ISBN 978-3905278453).
- C. Franz Waldner: Die Heimarbeit aus rechtlicher und historischer Sicht. 1994,  (ISBN 978-3719013424).
- Paul Hugger: Genre sein in der Schweiz: Eine Kulturgeschichte der frühen Jahre. Offizin Verlag, 1998,  (ISBN 978-3907495964).